# Динамо (Фюрстенвальде)
СК «Дина́мо Фюрстенвальде» (нім. Sportgemeinschaft Dynamo Fürstenwalde) — колишній східнонімецький футбольний клуб з міста Фюрстенвальде, заснований 1971 року на базі клубу «Динамо» (Франкфурт-на-Одері) та розформований у 1990 році. Виступав у Футбольній лізі НДР. Домашні матчі приймав на стадіоні «Рудольф-Харбіґ-Штадіон», міскістю 23 767 глядачів.
У 1990 році клуб злився з «Юніон Фюрстенвальде».